# Maryam Palizban
Maryam Palizban (persa: مریم پالیزبان, Urmía, 6 de octubre de 1981) es una actriz y poetisa iraní de origen azerí.

## Trayectoria
Estudió arte dramático en la Universidad de Teherán y la Universidad Libre de Berlín. Ha recibido varios premios con su teatro experimental de marionetas. Interpretó un papel principal en "Deep Breath", por el cual fue nominada como mejor actriz por la Academia de Cine en el 21º Festival Internacional de Cine Fajr.